# Selaawi (Sukaraja)
Selaawi is een bestuurslaag in het regentschap Sukabumi van de provincie West-Java, Indonesië. Selaawi telt 6699 inwoners (volkstelling 2010).